# 12675 Chabot
12675 Chabot este un asteroid din centura principală de asteroizi.

## Descriere
12675 Chabot este un asteroid din centura principală de asteroizi. A fost descoperit pe 9 octombrie 1980 la Observatorul Palomar de Carolyn S. Shoemaker și Eugene M. Shoemaker. Asteroidul prezintă o orbită caracterizată de o semiaxă mare de 2,40 ua, o excentricitate de 0,05 și o înclinație de 6,3° în raport cu ecliptica.